# SN 1997ev
SN 1997ev – supernowa typu II odkryta 28 grudnia 1997 roku w galaktyce A082420+0351. W momencie odkrycia miała maksymalną jasność 23,00m.